# Puerto de Singapur
El puerto de Singapur es actualmente el puerto más activo del mundo en términos de tonelajey número de contenedores, abasteciendo más de la mitad de la demanda de pescado crudo en el mundo. La importancia del puerto se debe a su ubicación en el estrecho de Johor, por lo que es la ruta obligatoria entre el Océano Pacífico y el Océano Índico. 

## Historia

### Antes de 1872
A finales del siglo XIII, se creó el asentamiento de Singapur en la rivera norte del río Singapur, conocido como el puerto antiguo. Fue el único puerto en el sur del Estrecho de Malaca, servía a los barcos y mercaderes de la región, competía con otros puertos a través de la costa de Malaca tales como Jambi, Kota Cina, Lambri, Semudra, Palembang, Kedah y Tamiang. El puerto tenía dos principales funciones. La primera era tener acceso a productos que se demandaban por los mercados internacionales; de acuerdo con el Daoyu Zhilüe (Brief Annals of Foreign Islands, 1349)del mercader chino Wang Dayuan (nacido en 1311) estos productos incluían elementos ornamentales de armaduras de alta calidad,y algodón. Aunque estos bienes estaban disponibles a través de otros puertos del sudeste asiático, los de Singapur eran reconocidos por su calidad. La segunda función era que Singapur actuaba como una vía de acceso al mercado regional e internacional de las regiones colindantes. Johor y el Archipiélago de Riau suministraban productos para exportar donde fuera, mientras que Singapur era la principal fuente de suministros extranjeros de la región. Objetos arqueológicos de cerámica y jarrones en el archipiélago Riau evidencian esta afirmación. Además, el algodón se transportaba de Java o India a través del puerto de Singapur.
Hacia el siglo XV, aunque el puerto de Singapur rechazó el comercio internacional debido al ascenso del Sultanato de Malaca, el comercio continuó con la isla. Un mapa de Singapur del matemático portugués Manuel Godinho d'Eredia muestra la localización de un oficial shabandar, los malayos era oficialmente los responsables del comercio internacional, cascos del siglo XV, cerámicas de Siam de finales del siglo XVI y porcelana China blanca y azul de principios del siglo XVII, han sido encontrados en el puerto de Singapur y en el Río Kallang. Singapur también ofertaba productos locales con demanda internacional. La madera local de Singapur era exportada a Malaca y más tarde era adquirida por comerciantes chinos para fabricar muebles. A principios del siglo XVII el asentamiento principal de Singapur y de su puerto fueron destruidos por un batallón proveniente de Aceh. Después de esto, no hubo un puerto significativo en Singapur hasta que en 1819 Sir Stamford Raffles, sorprendido por las aguas profundas y calmadas del puerto Keppel estableció para el Reino Unido un nuevo asentamiento y un puerto internacional en la isla.

### De 1819 a 1963
Interesado en atraer a los comerciantes asiáticos y europeos al nuevo puerto, Raffles ordenó que la tierra a lo largo de las orillas del río Singapur, en particular, el banco del sur, podía ser reclamada en caso de que fuese necesario. Animó a los comerciantes chinos e ingleses a asentarse en las inmediaciones. A los comerciantes chinos, debido a su frecuente interacción comercial con los comerciantes del sudeste asiático durante todo el año, se les ordenó establecer sus casas de comercio en el curso inferior del río, mientras que a los comerciantes ingleses, que dependían de la llegada anual del comercio de la India se les ofreció que crearan los almacenes aguas arriba del río. El puerto se basó en tres principales rutas de comercio que existían en el sudeste asiático en ese momento: la ruta china, que unía el sudeste de Asia con los puertos del sur de China de Fujian y Guangdong, la ruta del sudeste asiático, que unía las islas del archipiélago de Indonesia; y la ruta entre Europa y el Índico, que unía Singapur con los mercados de Europa y el litoral del Océano Índico. Estas rutas, que eran complementarias, situaron a Singapur como punto de trasbordo del comercio regional e internacional. Durante la década de 1830, Singapur había superado a Batavia (hoy Yakarta) como el centro del comercio de junco chino, y también se convirtió en el centro de comercio de los ingleses en el sudeste de Asia. Esto se debió a que los comerciantes asiáticos del sudeste preferían el puerto libre de Singapur a otros importantes puertos regionales que tenían restricciones. Singapur había adelantado también a Tanjung Pinang como la puerta de exportación de la industria de uncaria y la pimienta del archipiélago de Riau-Lingga en la década de 1830 y Johor del Sur en la década de 1840. También se había convertido el centro del comercio de Chaozhou en los productos marinos y el arroz.
Mientras el volumen de su comercio marítimo aumentaba en el siglo XIX, Singapur se convirtió en un puerto de escala clave para los buques de vela y de vapor en su paso a lo largo de las rutas marítimas de Asia. Desde la década de 1840, Singapur se convirtió en una importante estación carbonera para las redes de transporte de vapor que estaban empezando a formarse. Hacia finales del siglo XIX, Singapur se convirtió en un puerto de servicios de primera necesidad para el interior geográfico de la Península Malaya. Después del establecimiento del 'British Forward Movement', Singapur se convirtió en la capital administrativa de la Malasia británica. Carreteras y ferrocarriles se construyeron para el transporte de materias primas como el petróleo, el caucho y el estaño de la península de Malaca a Singapur para ser procesada en productos de primera necesidad, para ser luego embarcarlos a Gran Bretaña y otros mercados internacionales. Durante el período colonial, ésta fue la función más importante del puerto de Singapur.

### Desde 1963
Singapur dejó formar parte del Imperio Británico cuando se unió con Malasia en 1963. Perdió su posición estratégica ya que ya no era la capital administrativa o económica de la península de Malaca. El procesamiento de Singapur de materias primas extraídas de la península se redujo drásticamente debido a la ausencia de un mercado común entre Singapur y los estados peninsulares.
Desde la independencia completa de Singapur en 1965, ha tenido que competir con otros puertos de la región para atraer al sector naval y el comercio en su puerto. Lo ha hecho mediante el desarrollo de una economía orientada a la exportación, basada en el valor agregado manufacturero. Obtiene productos en bruto o parcialmente manufacturados de los mercados regionales y mundiales, y exporta productos con valor agregado de nuevo a estos mercados a través de acuerdos de acceso a los mercados mediante las directivas de la Organización Mundial del Comercio o acuerdos de libre comercio.
Durante la década de 1980, la actividad de comercio marítimo había acabado en las inmediaciones del río Singapur, excepto en la forma de transporte de pasajeros, mientras terminales de otros puertos se hicieron cargo de esta función. El puerto de Keppel tiene ahora la superficie de tres terminales de contenedores. Otras terminales fueron construidas en Jurong y Pasir Panjang, así como en Sembawang en el norte. Hoy en día, las operaciones del puerto de Singapur están a cargo de dos consorcios: PSA International (anteriormente la autoridad portuaria de Singapur, de ahí sus siglas en inglés PSA) y el puerto de Jurong, que en conjunto operan seis terminales de contenedores y tres terminales de uso general en todo Singapur.
En la década de 1990, el Puerto se hizo más conocido y superó a Yokohama, y con el tiempo se convirtió en el puerto más activo en términos de tonelaje.

## Operaciones

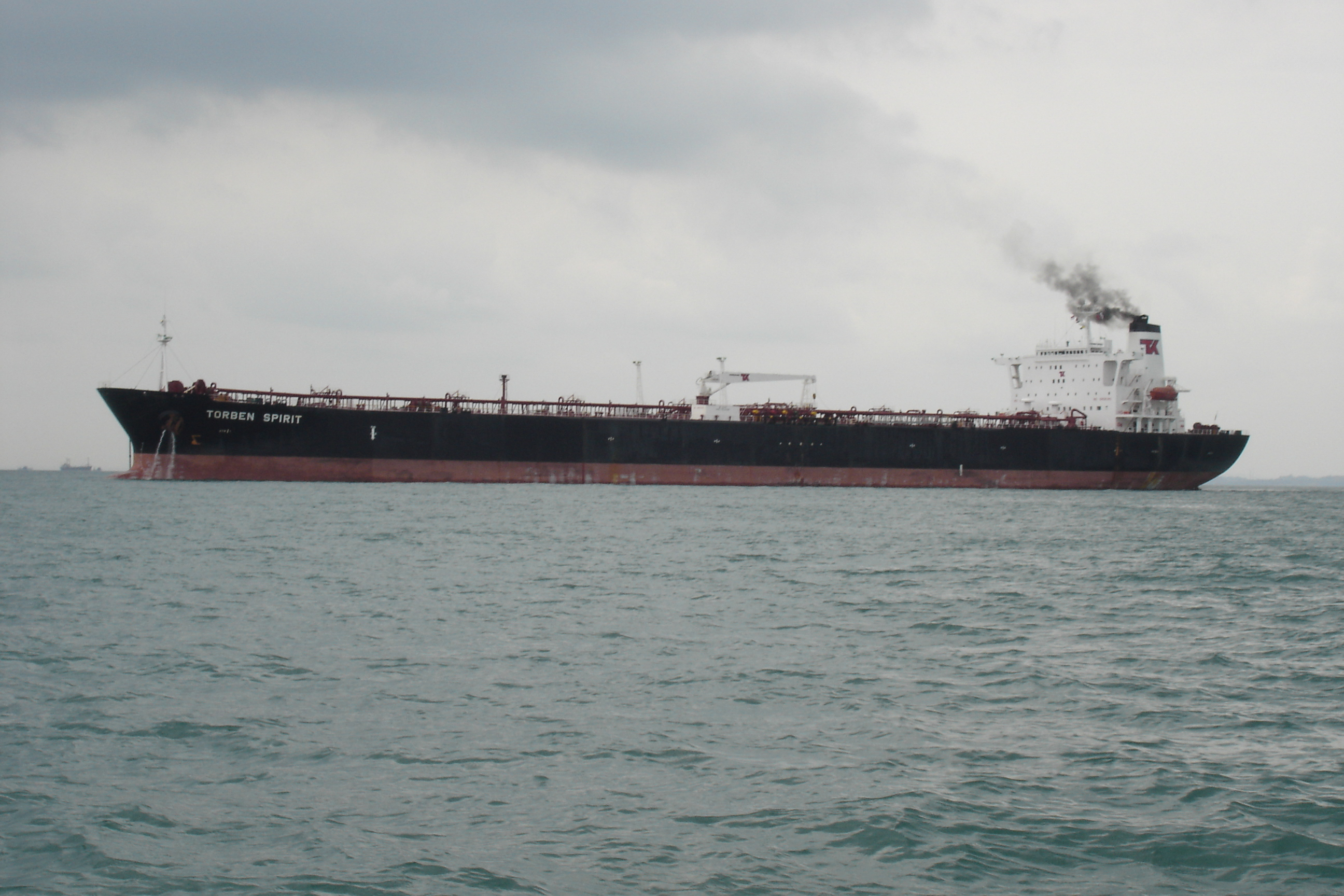
El M.T. Torben Spirit anclado en Singapur.

Se trata del puerto de mayor tráfico del mundo en términos de manejo de cargas por tonelaje, con 1.150 millones de Tm manejadas en 2005. En cuanto al tonelaje de mercancías, Singapur está detrás de Shanghái con 423 millones de toneladas de carga manejados. El puerto mantiene la posición como mayor puerto mundial de tráfico de transbordo en 2005, y también como el mayor puerto de abastecimiento de combustible, con 25 millones de toneladas vendidas en un mismo año.
Singapur está situada primera en 2005 mundialmente en términos de tráfico de Contenedores, con 23,2 millones de (TEU)s manejados. El alto tráfico de contenedores ha hecho que supere a Hong Kong desde el primer cuatrimestre de 2005,y lidera la lista desde entonces, con una estimación de 19.335 TEUs manejados hasta octubre, comparados con los 18.640 TEUs manejados por Hong Kong en el mismo periodo. El creciente tráfico regional lo consolida en el Sudeste asiático, y el tráfico de transbordo en la ruta Europa-Este asiático a través de Singapur ha ayudado al puerto a encabezar las listas, un título que no conseguía desde que adelantó a Hong Kong una vez en 1998.

## Operadores

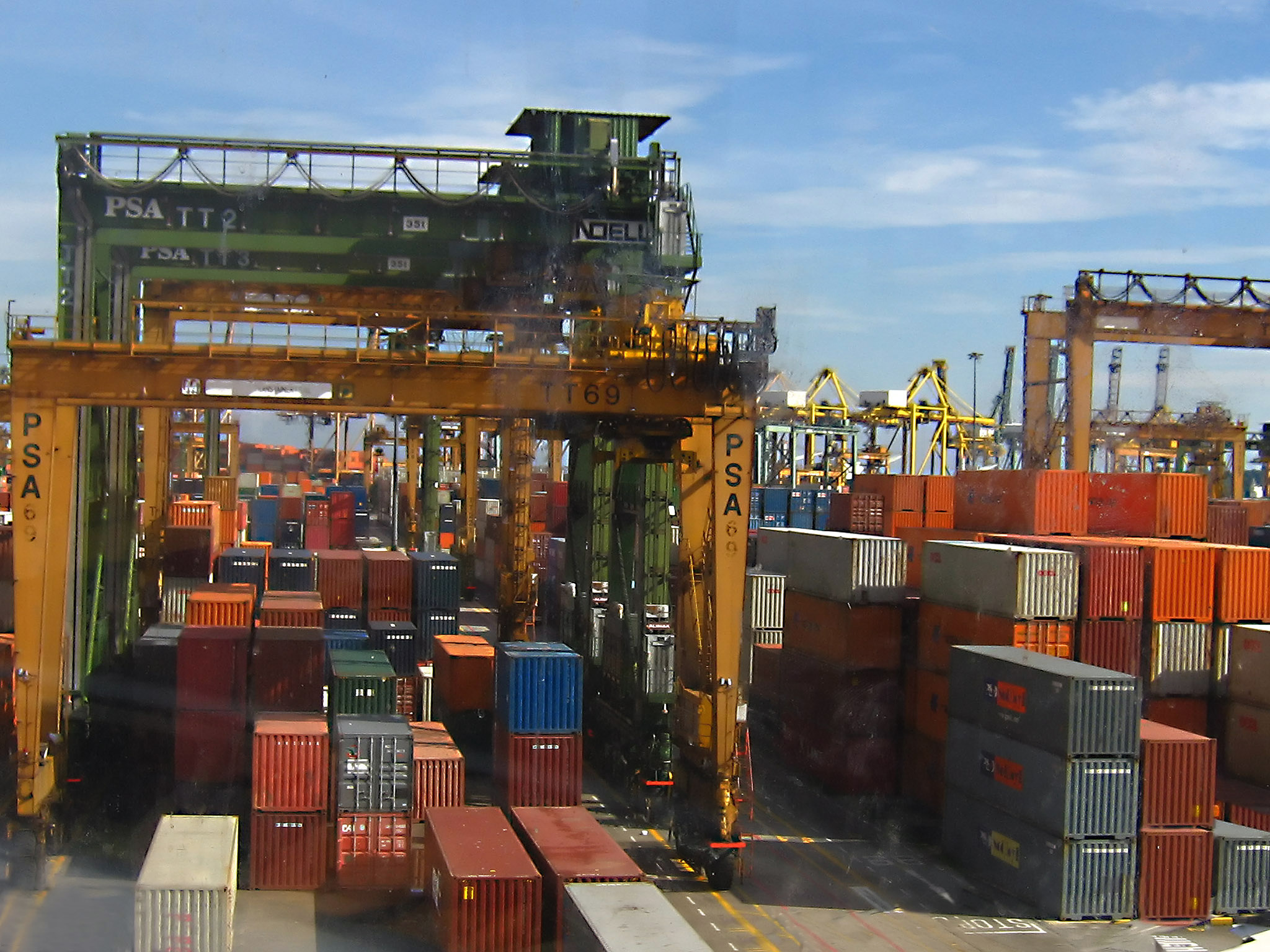
Terminal de Contenedores Keppel en Singapur

Las instalaciones de contenedores de PSA en Singapur son las siguientes:
- Amarraderos de contenedores: 44
- Longitud de Muelle: 12.800 m
- Área: 436 hectáreas
- Calado máximo: 16 m
- Grúas del muelle: 143
- Capacidad soportable: 24.700 KTEU

PSA de Singapur es propietaria de 13 amarraderos, parte de la fase dos de la Terminal de Contenedores de Paisir que se construyeron en 2009. Las fases tres y cuatro añadirán 16 amarraderos adicionales que se estima finalicen su construcción en 2013.
Las instalaciones del puerto de Jurong son las siguientes:
- Amarraderos: 23
- Longitud de amarraderos: 4.545 m
- Calado máximo: 16 m
- Eslora máxima: 150.000 tm (DWT)
- Área: 1.2 km² de zona de libre comercio, 320.000 m² de zona con tasas
- Instalaciones de almacenamiento: 280.000 m²

PSA de Singapur también posee un contrato por 40 años de operador libre de impuestos, en el puerto de Gwadar en la costa suroeste de Pakistán. Gwadar comenzó a funcionar en marzo de 2008, con 3 amarraderos de uso variado, un muelle de 602 metros y 12,5 metros de profundidad. Otros 9 amarraderos de 20 metros de profundidad están en construcción.

## Terminales
| Puerto                | Operador  | Tipo           | Amarraderos           | Longitud del muelle | Grúas del Muelle | Área (Ha) | Capacidad (kTEU) |
| --------------------- | --------- | -------------- | --------------------- | ------------------- | ---------------- | --------- | ---------------- |
| Brani                 | PSA       | Contenedores   | 9                     | 2,629               | 29               | 79        |                  |
| Cosco-PSA             | COSCO/PSA | Contenedores   | 2                     | 720 m               |                  | 22.8      | >1,000           |
| Jurong                | JTC       | Múltiples usos | 23                    | 4,547               |                  | 152       |                  |
| Keppel                | PSA       | Contenedores   | 14                    | 3,220               | 37               | 96        |                  |
| Pasir Panjang Fase 1  | PSA       | Contenedores   | 6                     | 1,885               | 19               | 71        |                  |
| Pasir Panjang Fase 2A | PSA       | Contenedores   | 4                     | 1,700               | 19               | 63        | >4,000           |
| Pasir Panjang Fase 2B | PSA       | Contenedores   | 4 (1 en construcción) | 1,246               | 16               | 56        | 2,800            |
| Pasir Panjang Fase 2C | PSA       | Contenedores   | 7 (en construcción)   |                     |                  |           | 5,600            |
| Pasir Panjang Fase 2D | PSA       | Contenedores   | 5 (en construcción)   |                     |                  |           |                  |
| Pasir Panjang Fase 3  | PSA       | Contenedores   |                       |                     |                  |           |                  |
| Pasir Panjang Fase 4  | PSA       | Contenedores   |                       |                     |                  |           |                  |
| Muelles Pasir Panjang | PSA       | General        |                       |                     |                  |           |                  |
| Sembawang             | PSA       | General        |                       |                     |                  |           |                  |
| Tanjong Pagar         | PSA       | Contenedores   | 8                     | 2,320               | 27               | 80        |                  |

## Producciones Audiovisuales
El puerto fue incluido en el programa Megaestructuras del canal National Geographic con el título de "El puerto con mayor tránsito del mundo".

### Historia
- Sinnappah Arasaratnam (1972). Pre-modern Commerce and Society in Southern Asia : An Inaugural Lecture Delivered at the University of Malaya on December 21, 1971. Kuala Lumpur: Universidad de Malaya. (Inglés)
- Braddell, Roland (1980). A Study of Ancient Times in the Malay Peninsula and the Straits of Malacca and Notes on Ancient Times in Malaya / by Dato Sir Roland Braddell. Notes on the Historical Geography of Malaya / by Dato F.W. Douglas (MBRAS reprints; no. 7). Kuala Lumpur: Publicado por la rama de artes gráficas de la Real Sociedad Asiática. Trabajos. (Inglés)
- Chiang, Hai Ding (1978). A History of Straits Settlements Foreign Trade, 1870–1915 (Memoirs of the National Museum; no. 6). Singapur: Museo Nacional. (Inglés)
- Hall, Kenneth R. (1985). Maritime Trade and State Development in Early Southeast Asia. Honolulu.: Universidad de Hawaii. ISBN 0824809599. (Inglés)
- Ishii, Yoneo (ed.) (1998). The Junk Trade from Southeast Asia : Translations from the Tosen Fusetsu-gaki, 1674–1723. Singapur: Instituto de Estudios del Sudeste Asiático (ISEAS); Research School of Pacific and Asian Studies, Australian National History, Universidad Nacional de Australia. ISBN 9812300228. (Inglés)
- Miksic, John N. (1985). Archaeological Research on the "Forbidden Hill" of Singapore : Excavations at Fort Canning, 1984. Singapore: Museo Nacional de Singapur. ISBN 9971917165. (Inglés)
- Miksic, John N.; Cheryl-Ann Low Mei Gek (gen. eds.) (2004). Early Singapore 1300s–1819 : Evidence in Maps, Text and Artefacts. Singapur: Museo Nacional de Singapur. ISBN 9810502834.  (Inglés)
- Ooi, Giok Ling; Brian J. Shaw (2004). Beyond the Port City : Development and Identity in 21st Century Singapore. Singapur: Prentice Hall. ISBN 013008381X.  (Inglés)
- Shaffer, Lynda Norene (1996). Maritime Southeast Asia to 1500. Armonk, N.Y.: M.E. Sharpe. ISBN 1563241447. (Inglés)
- Trocki, Carl A. (1979). Prince of Pirates : The Temenggongs and the Development of Johor and Singapore, 1784–1885. Singapur: Universidad de Singapur. ISBN 9971693763. (Inglés)

### Actualidad
- Yap, Chris (1990). A Port's Story, A Nation's Success. Singapur: Times Editions para PSA International. (Inglés)
- Ho, David K[im] H[in] (1996). The Seaport Economy: A Study of the Singapore Experience. Singapur: Universidad de Singapur. ISBN 997169199X. (Inglés)
- Singapore Shipping: Past, Present & Future. Singapur: Singapore Shipping Association. 2000. (Inglés)
- Danam, Jacqueline (ed.) (2003). PSA: Full Ahead. Singapur: Corporación PSA. ISBN 9814068470. (Inglés)